# Arazzi fiorentini della basilica di Santa Maria Maggiore
Gli arazzi fiorentini di Santa Maria Maggiore sono un ciclo di nove arazzi di varie misure realizzati da artigiani fiorentini su disegni di Alessandro Allori tra il 1580 e il 1586 e conservati ed esposti presso la basilica di Santa Maria Maggiore di Bergamo.

## Storia
Dall'XI secolo si diffuse la moda di ornare le pareti di case e chiese rovinate di manufatti di lana in occasione delle importanti feste liturgiche o private. Questi a volte venivano acquistati e altre venivano noleggiati e riconsegnati all'arazziere. Con il tempo divennero parte d'arredo. Già nel 1449 è indicata negli inventari della chiesa, la presenta di arredi atti a coprire le panche e le cassapanche: «quatuor banchaleria viridia figurata seu vergata», descrizione ripetuta e indicata come “spalere” nell'inventario del 1521:
(Angelo Meli 1962)

Negli anni '80 del Cinquecento, i sindaci della congregazione della Misericordia Maggiore che gestivano la basilica, espressero il desiderio di coprire le parti usurate delle spalliere e di decorare la basilica mariana durante particolari festività liturgiche: 
(29 gennaio 1580- Archivio della Fondazione MIA)

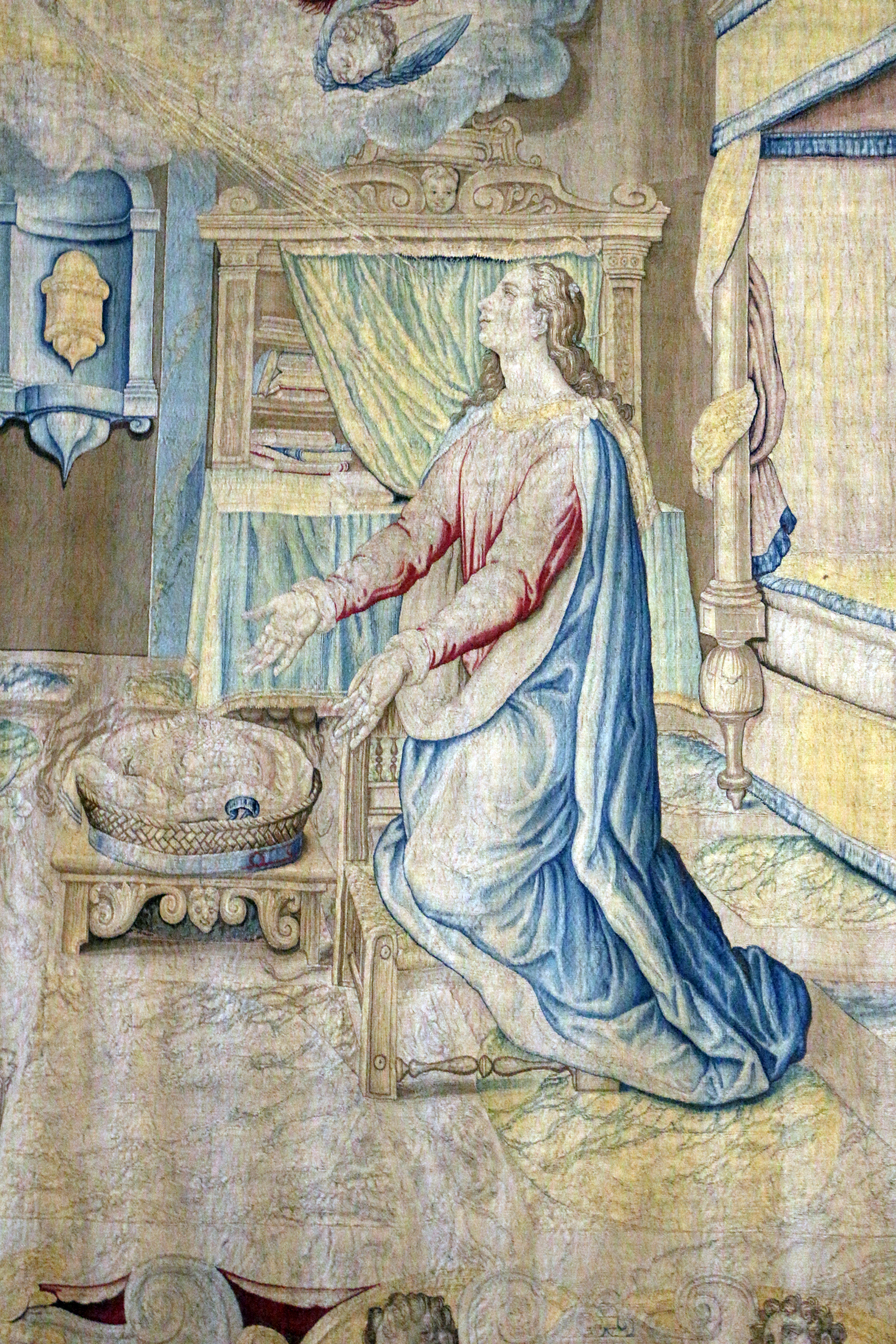
Particolare dell'arazzo dell'Annunciazione

La basilica, gestita dalla fondazione MIA, godeva di una buona rendita, e la spesa per la loro realizzazione fu reperita dalla vendita di terreni e dalla rendita di altri, nonché dagli affitti di palazzi ed edifici di cui era proprietaria. Questo permetteva di investire i capitali ricavati in arredi sacri e in decori che potessero abbellirla.
Il 1º marzo 1582 nel verbale della seduta della congregazione risulta che fu incaricato un certo Girolamo Biffi, commerciante bergamasco a Firenze alla corte dei Medici, di commissionare gli arazzi fiorentini “di maggiore bellezza possibile”. Già il 23 aprile del medesimo anno il Biffi aveva contattato: “l'ecc.mo Gran Ducca di Toscana, senza il cui consenso ili detti Razzi non si possono fabbricare”. In questa seduta del consiglio risulta però che le casse della congregazione non avevano a disposizione denaro e fu quindi dato un prestito di 300 scudi d'oro a caparra dell'ordine da Gio. Andrea Poncino, che era uno dei tredici presidenti la fondazione. Prestito che fu prontamente restituito al Poncino il 23 aprile del medesimo anno.
Nella documentazione conservata presso la fondazione MIA vi è indicato Alessandro Allori come realizzatore dei cartoni preparatori ai manufatti anche se alcuni degli arazzi forse sono stati eseguito su disegno dalla bottega dell'Allori e non direttamente da lui a cui vengono sicuramente assegnati la Natività, la Fuga in Egitto, l'Adorazione dei Magi e la Presentazione al tempio. Per la loro realizzazione è indicato solo Benedetto Squilli di Michele.

## Descrizione
I nove arazzi raccontano i “misteri di Maria” e l'“infanzia di Gesù” ma non furono realizzati seguendo l'ordine cronologico degli eventi, ma sono, contrariamente ad altri lavori della manifattura medicea, sono ancora tutti conservati nella basilica, nella loro collocazione originale, solo uno è stato rimosso e conservato in altra sede per permettere la visione degli affreschi dell'Albero della Vita. La commissione degli arazzi rispondeva esattamente alle indicazioni dei sindaci della congregazione della Misericordia Maggiore che desideravano arredi a carattere sacro.
Il ciclo:
- Presentazione di Maria al tempio. L'arazzo è stato realizzato per ultimo nel 1586 pur raffigurando la prima parte del ciclo artistico.
- Annunciazione. Il manufatto raffigura due episodi distinti. Il primo a sinistra rappresenta la tentazione del serpente nel paradiso terrestre ad Adamo Eva. Il serpente si attorciglia sul tronco di un albero di mele, e la parte superiore del suo corpo è rappresentata dal busto di una donna; ai piedi dell'albero stanno i due abitanti il paradiso tentati dal frutto. La scena occupa circa un terzo dell'opera, mentre l'altra parte raffigura l'annuncio dell'angelo a Maria. La scena si volge in un ambiente domestico, e lo spazio è maggiormente occupato dall'annunciata che inginocchiata porge le mani in segno di ubbidienza all'annuncio dell'angelo Gabriele che sta fermo sulla soglia della stanza. La scena è completa dagli arredi della stanza con il letto a baldacchino, un cesto di panni, e la colomba dello Spirito Santo posta centralmente è contornata da uno suolo di putti.[2]
- Visita ad Elisabetta. Il minore degli arazzi ed è anche il solo ad avere una cornice che raffigura putti con verdura e frutti, ed è ospitato sopra la porta minore sul lato destro della basilica.
- Sposalizio di Maria e Giuseppe. Il grande arazzo fu realizzato nel 1584 e faceva parte della seconda partita di manufatti che venivano consegnati provenienti dalle arazzerie medicee di Firenze.
- Natività con la visita dei pastori. L'opera fu realizzata sui cartoni preparatori dell'Allori.[7]
- Visita dei re Magi. L'arazzo di grandi dimensioni fu consegnato ai sindaci della congregazione nel primo lotto.[8]
- Presentazione di Gesù al tempio. L'arazzo è tra quelli realizzati su disegni dell'Allori ed è di grandi dimensioni (755x500) posto sul lato della navata destra parzialmente coperto dal confessionale di Andrea Fantoni.[9]
- Fuga in Egitto. L'arazzo è stato realizzato sui bozzetti dell'Allori ed è conservato nell'altare laterale destro del presbiterio.[10]
- Assunzione di Maria. L'arazzo conclude il ciclo delle storie di Maria e dell'infanzia di Gesù.